# Рама Варма XII
Рама Варма XII — індійський монарх, який правив Кочійським царством від 1837 до 1844 року. Був двоюрідним братом свого попередника Рами Варма XI.